# أندريه أندرادي
أندريه أندرادي (11 فبراير 1976 بكامبيناس في البرازيل - ) هو لاعب كرة قدم برازيلي في مركز الهجوم. لعب مع بوتافوغو ريغاتاس وToronto Lynx ‏ وMixto Esporte Clube ‏ ونادي فولتا ريدوندا وSociedade Esportiva e Recreativa Juventude ‏ وSorriso Esporte Clube ‏ وAssociação Desportiva Guarujá ‏ وBrampton Stallions ‏ وRolim de Moura Esporte Clube ‏ وPoços de Caldas Futebol Clube ‏.

## وصلات خارجية
- أندريه أندرادي على موقع قاعدة بيانات كرة القدم.إي يو (الإنجليزية)